# Caracciolo (Adelsgeschlecht)

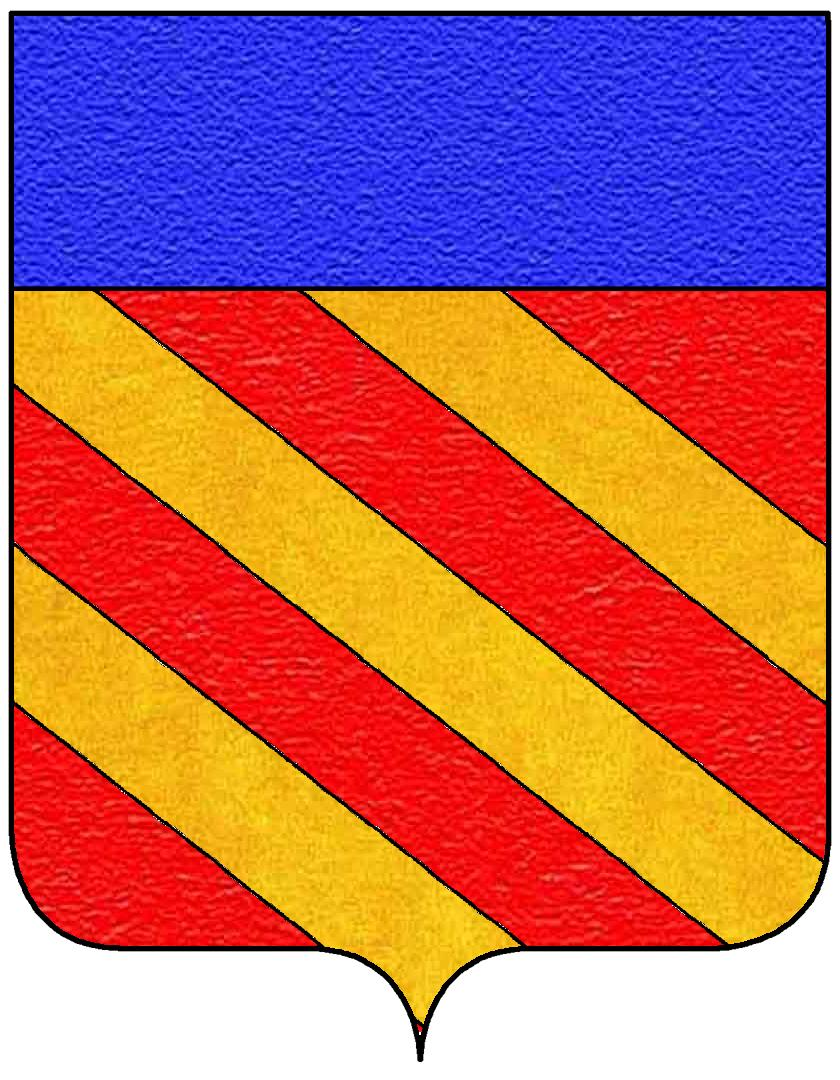
Wappen der Caracciolo

Caracciolo ist der Name eines bis heute existierenden italienischen Adelsgeschlechts aus dem früheren Königreich Neapel, das dem Hochadel angehört.

## Geschichte
Erster erwähnter Namensträger ist ein Teodoro Caraziolus, der zusammen mit seiner Frau Urania in der Kirche Santa Maria Assunta dei Caracciolo in Neapel beigesetzt wurde; seine Tochter machte dem Kloster Monastero di san Sergio e Bacco eine Schenkung, beurkundet am 20. März 976.
Zu Zeiten des Herzogtums Neapel gehörte das Geschlecht bereits zu den bedeutenden Adelshäusern und erhielt Privilegien von Herzog Sergius VII. (1120/23–1137). Die Familie teilte sich dann in zahlreiche Linien auf (die älteren Linien Caracciolo Canella, Caracciolo Ugot, Caracciolo Viola, Caracciolo Ciccola) und sodann die jüngeren (Bianchi, Rossi, Pisquizi mit dem Unterzweig Del Sole), mit zahlreichen Nebenlinien.
Begründer des Zweiges Caracciolo Rossi war Riccardo Caracciolo († nach 1140), Begründer des Zweiges Caracciolo Pisquizi sein Bruder Filippo.

### Caracciolo Rossi
Riccardo „Rosso“ († nach 1140) heiratete Marotta, Tochter und Erbin des Grafen Landolfo di Montemarano. Sein älterer Enkel Landolfo führte die Linie der Grafen von Montemarano fort, dessen jüngerer Bruder Gregorio begründete die Familie Carafa.
Nach dem Aussterben der Grafen von Avellino aus dem Haus Les Baux 1426 übernahm der neapolitanische Premierminister Giovanni Caracciolo, der auch der Liebhaber der Königin Johanna II. von Neapel war, die Grafschaft, die von seinen Nachkommen bis ins 20. Jahrhundert gehalten wurde. Im Jahr 1576 wurde Marino Caracciolo, der 2. Herzog von Atripaldi, zum (neapolitanischen) Fürsten von Avellino erhoben; einer seiner Nachkommen, der 5. Fürst von Avellino, erhielt 1715 auch den Reichsfürstenstand. Die Linie endete mit Francesco Caracciolo (1860–1932), 13. Fürst von Avellino, 9. Reichsfürst, römischer Fürst, 14. Herzog von Atripalda.

### Caracciolo Pisquizi

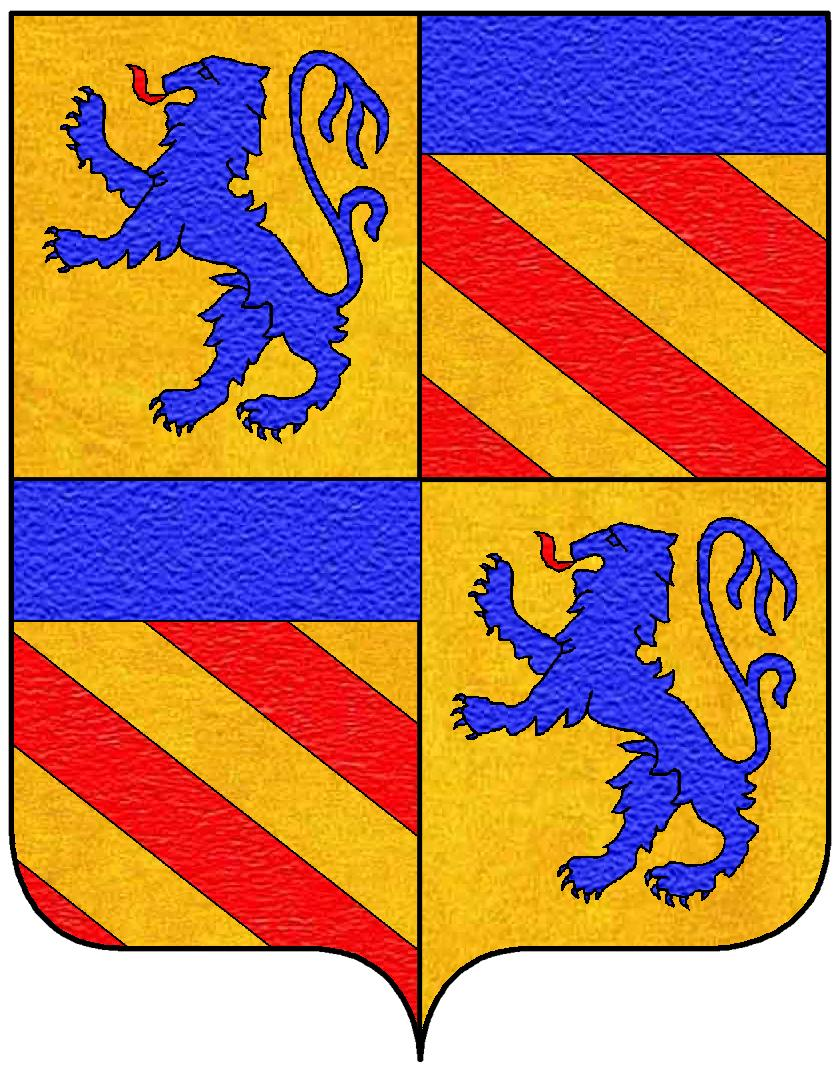
Wappen der Caracciolo Pisquizi

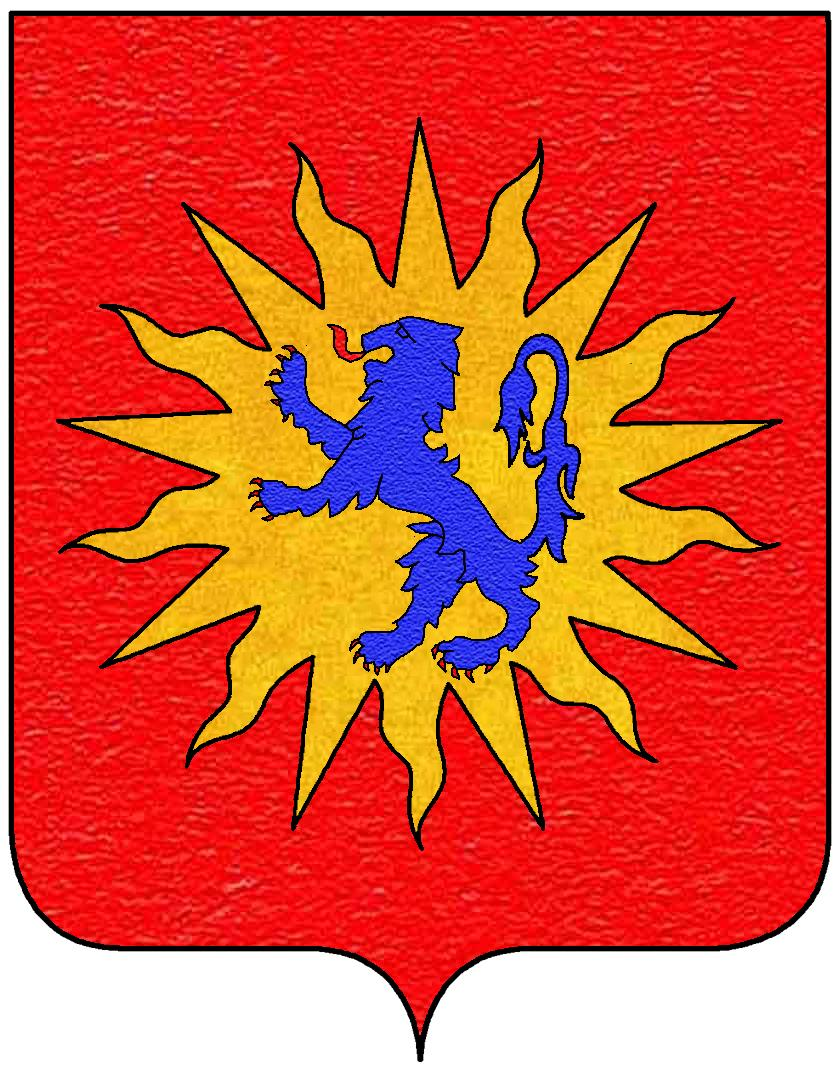
Wappen der Caracciolo del Sole

Nicola († vor 1492) war oberster Zolleinnehmer von Apulien und 1478 Hauptmann von Foggia. Seine Söhne Giambattista und Bartolomeo wurden Herren von Pietralcina, Pescolamazza und Casalbore, letzterer erwarb von den Orsini auch die Herrschaft Valle Siciliana. Sein Enkel Bartolomeo, Marchese di Volturara († 1592) begründete eine Linie, die durch Heirat Marchesi di Sant’Eramo sowie später auch Marchesi di Mottola und di Cervinara wurden; heutiges Oberhaupt dieser im 19. Jahrhundert gefürsteten Linie ist Don Giovanni Francesco, 3. Fürst Caracciolo-Carafa, 9. Duca di Traetto, 15. Marchese di Sant’Eramo, 12. Marchese di Cervinara, 12. Marchese di Mottola (* Neapel 1938).
Der jüngere Bruder des Bartolomeo Caracciolo di Volturara, Gian Vincenzo († 1563), begründete die Linie der Marchesi di Casalbore, die durch Heirat 1642 auch Fürsten von Torrenova wurden (1753 ging der Titel über eine Tochter an die Sanseverino).
Ein jüngerer Seitenzweig der Caracciolo Pisquizi ist die „Bartolomeo-Linie“: Marchesi di Bucchianico, Baroni di Monteferrante usw., in einem 1764 erloschenen Seitenzweig auch Herzöge von Celenza, in einem 1778 erloschenen Zweig Principi di Marsicovetere, in einem weiteren Zweig seit 1659 Herzöge von Montesardo, in einem weiteren seit 1704 durch Heirat mit einer Spinelli Fürsten von Marano; letztere Linie ist heute vertreten durch Don Vincenzo Caracciolo, 10. Principe di Marano, 11. Principe di Torre dell’Isola, 13. Duca di Montesardo, 13. Marchese di Barisciano, 7. Duca di Resigliano e Pomigliano d’Atella (* Rom 1938). Der weitere Zweig der Herzöge von Castelluccio ist 1966 im Mannesstamm erloschen.
Ebenfalls zur Bartolomeo-Linie gehörten die 1507 kreierten und 1849 erloschenen Herzöge di Martina, die durch Heirat 1744 entstandenen (und 1853 erloschenen) Principi di Cursi, Duchi di Grottaglie, Duchi di Sammarzano und die 1581 kreierten und 1652 erloschenen Herzöge von Sicignano, ferner die 1731 kreierten und im 20. Jahrhundert erloschenen Principi di Pettoranello, Marchesi di Sant’Agapito, die 1624 kreierten Herzöge von Atella, Orta und Girifalco sowie ab 1687 bis 1859 die Herzöge von Soreto und bis 1864 die Herzöge von Roccaromana.
Don Nicola Caracciolo (1669–1744) von den Caracciolo Pisquizi wurde 1724 zum Fürsten von Melissano erhoben; über seine Frau Donna Cornelia d'Afflitto kamen die Titel ihres Großonkels Don Girolamo d'Afflitto (1617–1662), 3. Duca di Barrea und seit 1646 Principe di Scanno, 1777 an die Caracciolo. Derzeitiges Oberhaupt dieser Linie ist Don Landolfo Ambrogio Caracciolo, 13. Principe di Scanno, 14. Duca di Barrea, 10. Principe di Melissano (* Neapel 1959).
Don Francesco Saverio (1695–1743), Patrizier von Neapel aus dem Zweig Montanara der Linie der Herren von Ponte Albaneto, Castel Airola und Caleno, heiratete 1714 Giuseppa D'Amato, Erbin des Filippo D'Amato, Signore di Castagneto, und wurde 1724 zum Fürsten von Castagneto erhoben. Die Linie erhielt 1876 zusätzlich den Titel Herzog von Melito. Zuletzt Oberhaupt war der Dokumentarfilmer Don Nicola Caracciolo (1931–2020), 10. Fürst von Castagneto, 5. Herzog von Melito. Seine Schwester Marella war verheiratet mit Giovanni Agnelli.
Die Caracciolo del Sole gehen auf Francesco „del Sole“ († nach 1298) zurück, ebenfalls einen Nachfahren des Filippo Caracciolo Pisquizio. Zu ihnen gehörten die Herzöge von San Teodoro und die Herzöge von Miranda. Erstere erloschen mit Don Luigi Caracciolo, 5. Duca di San Teodoro, 7. Duca di Sant’Arpino, 5. Duca di Casal di Principe, Duca di Parete (1826–1889). Francesco Leonardo Caracciolo (1613–1695), Sohn des Francesco Caracciolo del Sole, wurde 1664 zum neapolitanischen Herzog von Miranda erhoben; diese Linie endete mit Gaetana Caracciolo (1767–1820), 5. Herzogin von Miranda.

## Bekannte Familienmitglieder

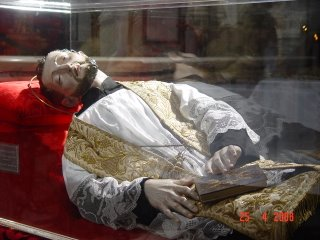
Grabfigur des heiligen Franz von Carácciolo (1563–1608)

- Riccardo Caracciolo († 1395), Gegen-Großmeister des Johanniterordens
- Tristano Caracciolo (1437–1522), neapolitanischer Gelehrter
- Giovanni Carracciolo (1487–1550), Marschall von Frankreich
- Galeazzo Caracciolo (1517–1586), italienischer Protestant
- Franz von Carácciolo (1563–1608), italienischer Heiliger
- Tommaso Caracciolo (1572–1631), neapolitanischer Feldmarschall und General
- Francesco Caracciolo (1752–1799), neapolitanischer Admiral
- Diego Innico Caracciolo (1759–1820), italienischer römisch-katholischer Kardinal
- Filippo Caracciolo (1903–1965), italienischer Adeliger, Politiker, Antifaschist, Funktionär und Autor
- Carlo Caracciolo di Castagneto (1925–2008), italienischer Medienunternehmer
- Marella Agnelli, geb. Caracciolo di Castagneto (1927–2019), italienische Kunstsammlerin, Fotografin und Textildesignerin
- Nicola Caracciolo di Castagneto (1931–2020), italienischer Dokumentarfilmer

## Bilder von Palästen

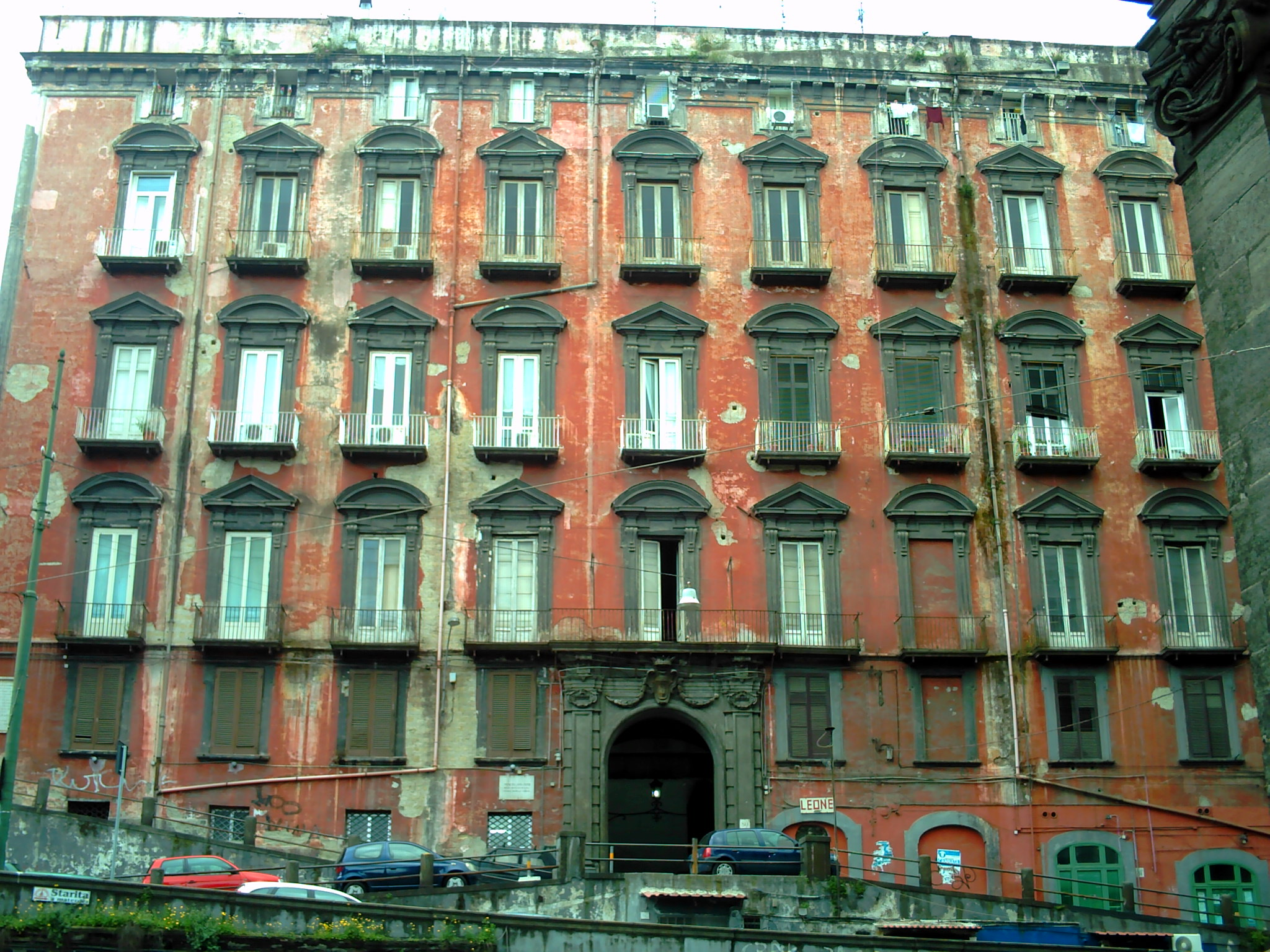
Palazzo Caracciolo di Melissano, Neapel
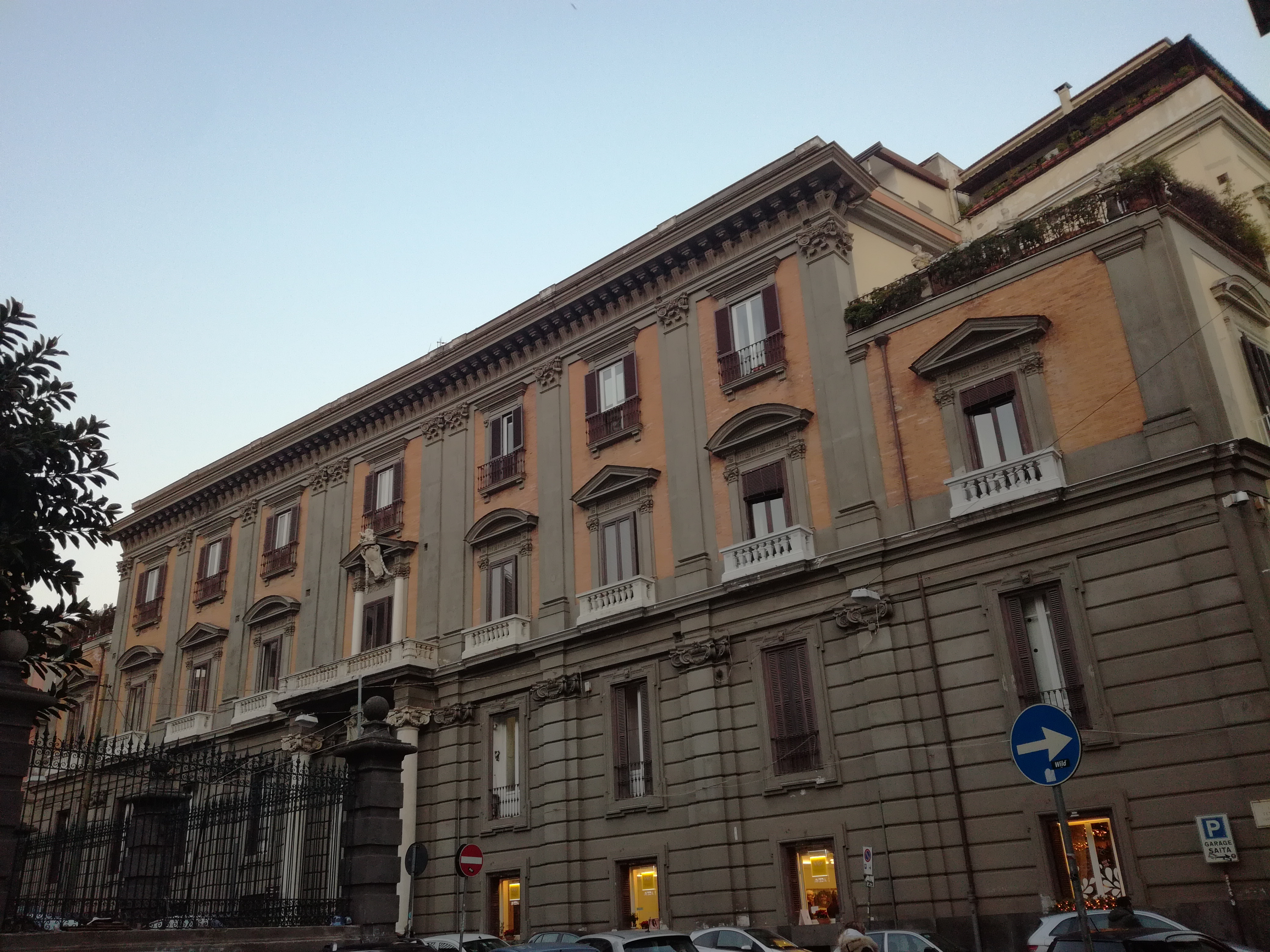
Palazzo Caracciolo di Torella, Neapel
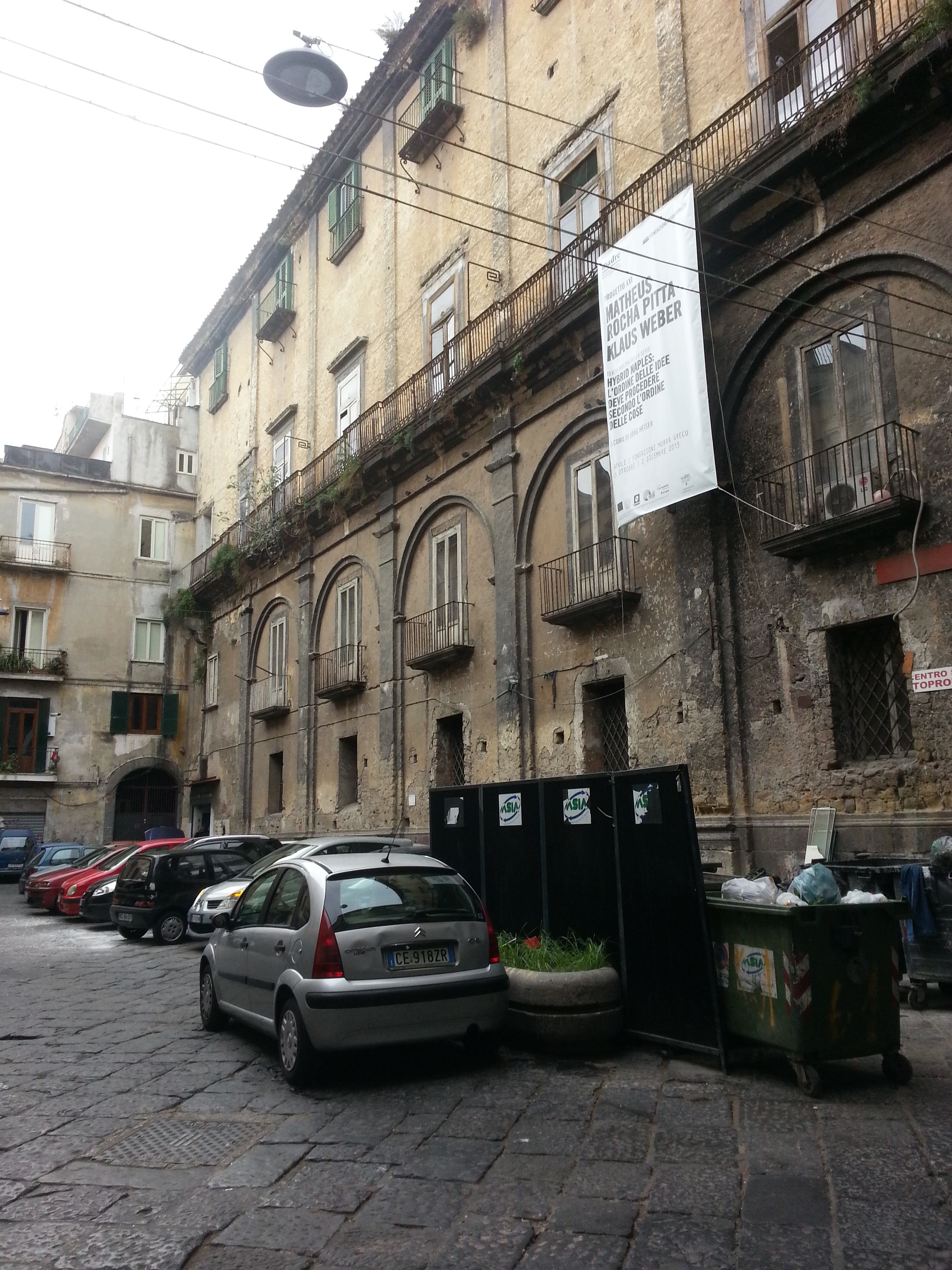
Palazzo Caracciolo di Avellino, Neapel
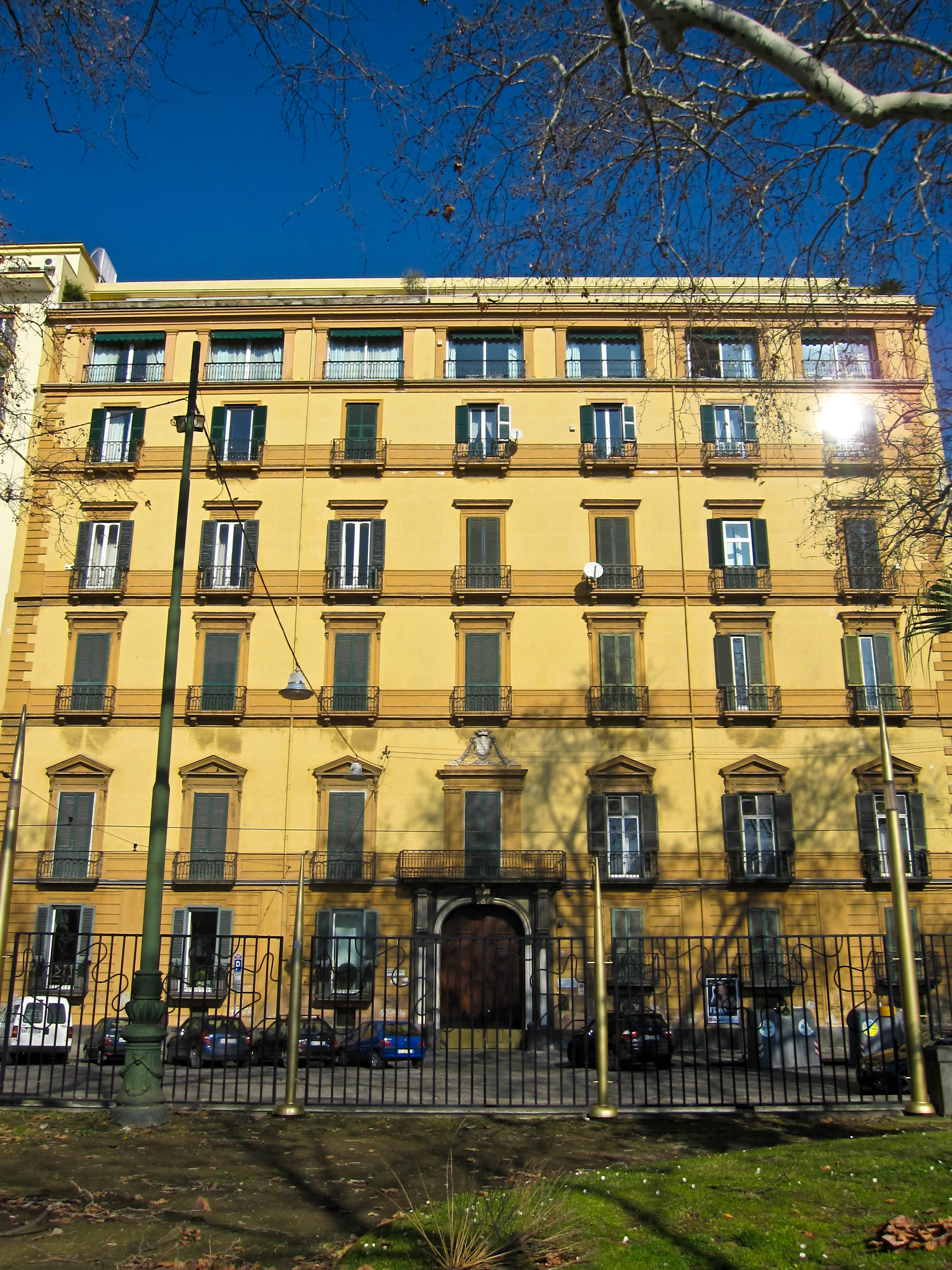
Palazzo Cioffi Caracciolo, Neapel
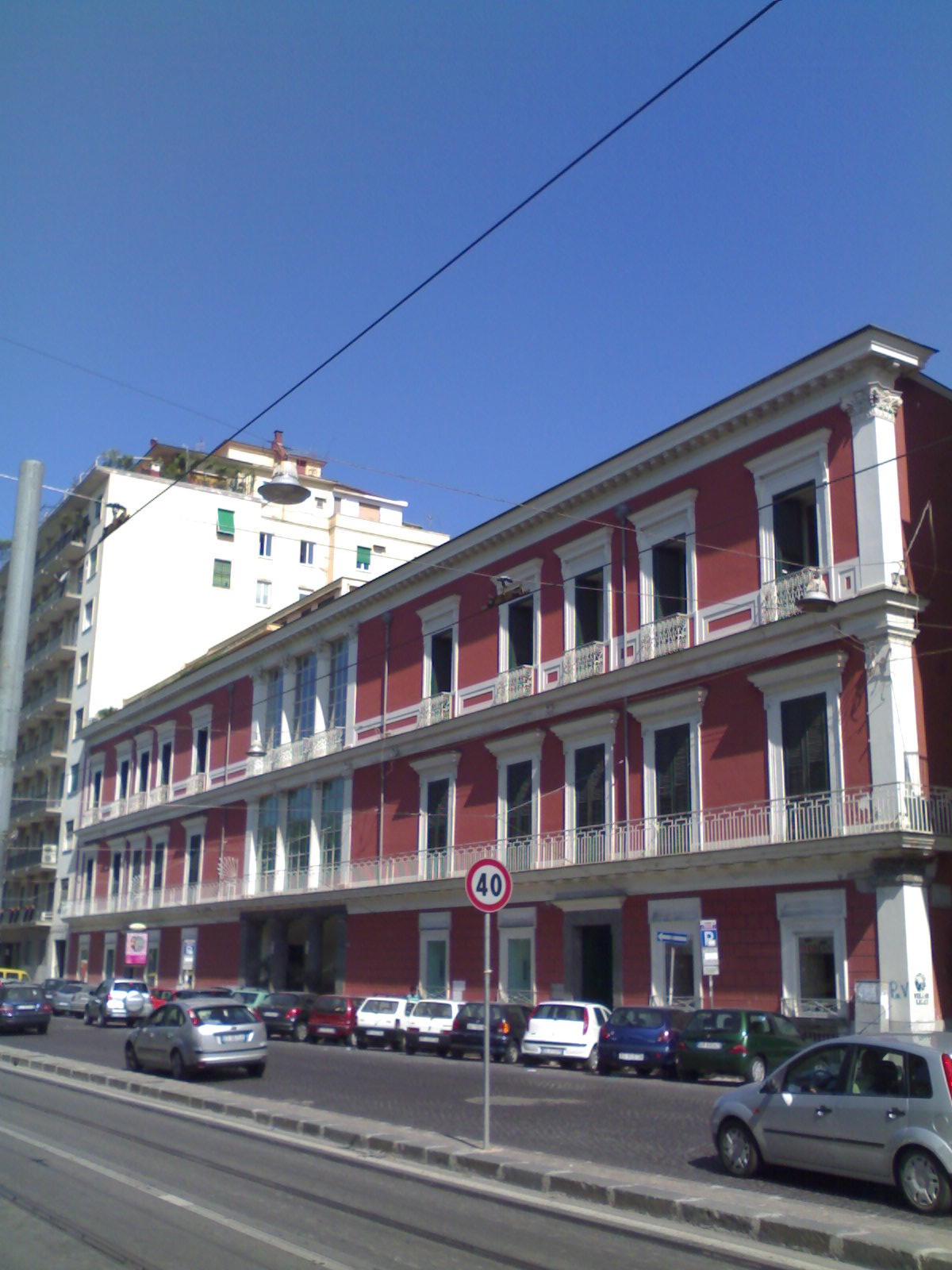
Palazzo Caracciolo di San Teodoro, Neapel
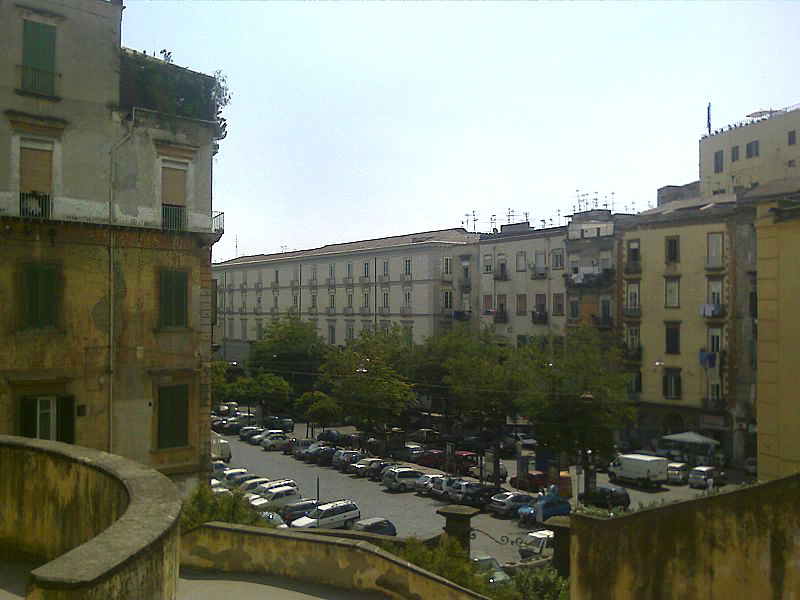
Palazzo Caracciolo di Santobuono, Neapel
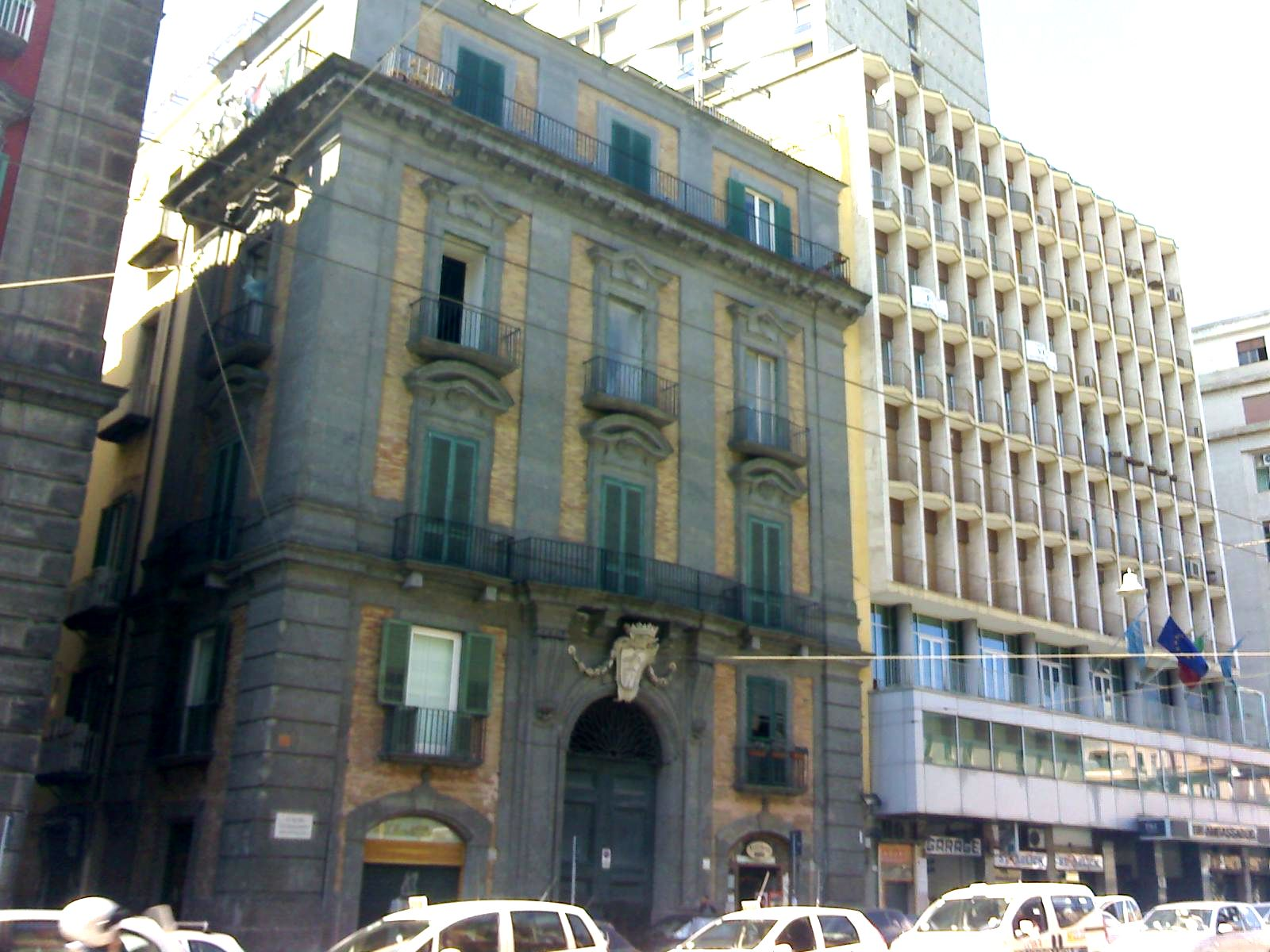
Palazzo Caracciolo di Forino, Neapel
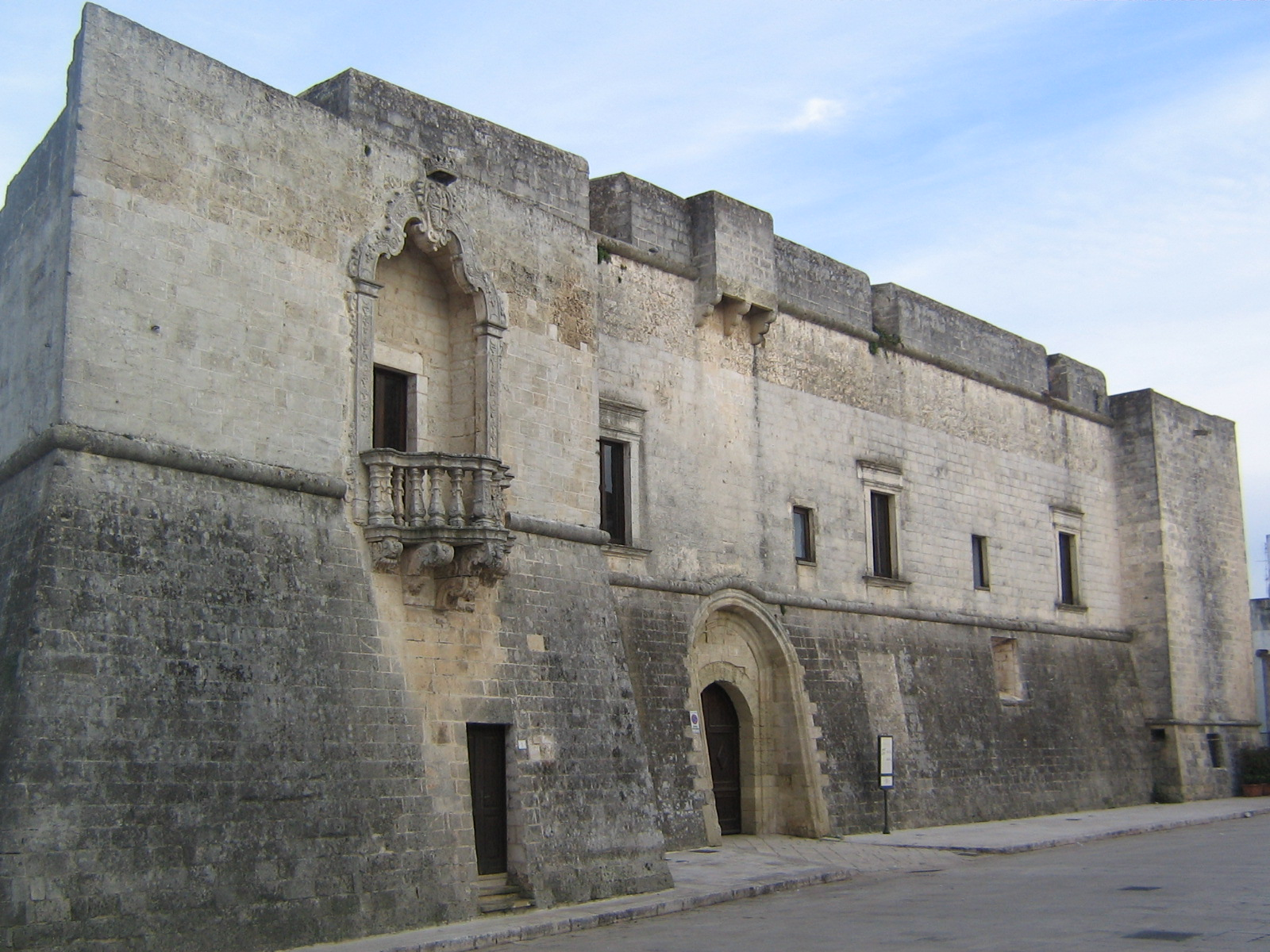
Castello Caracciolo in Andrano
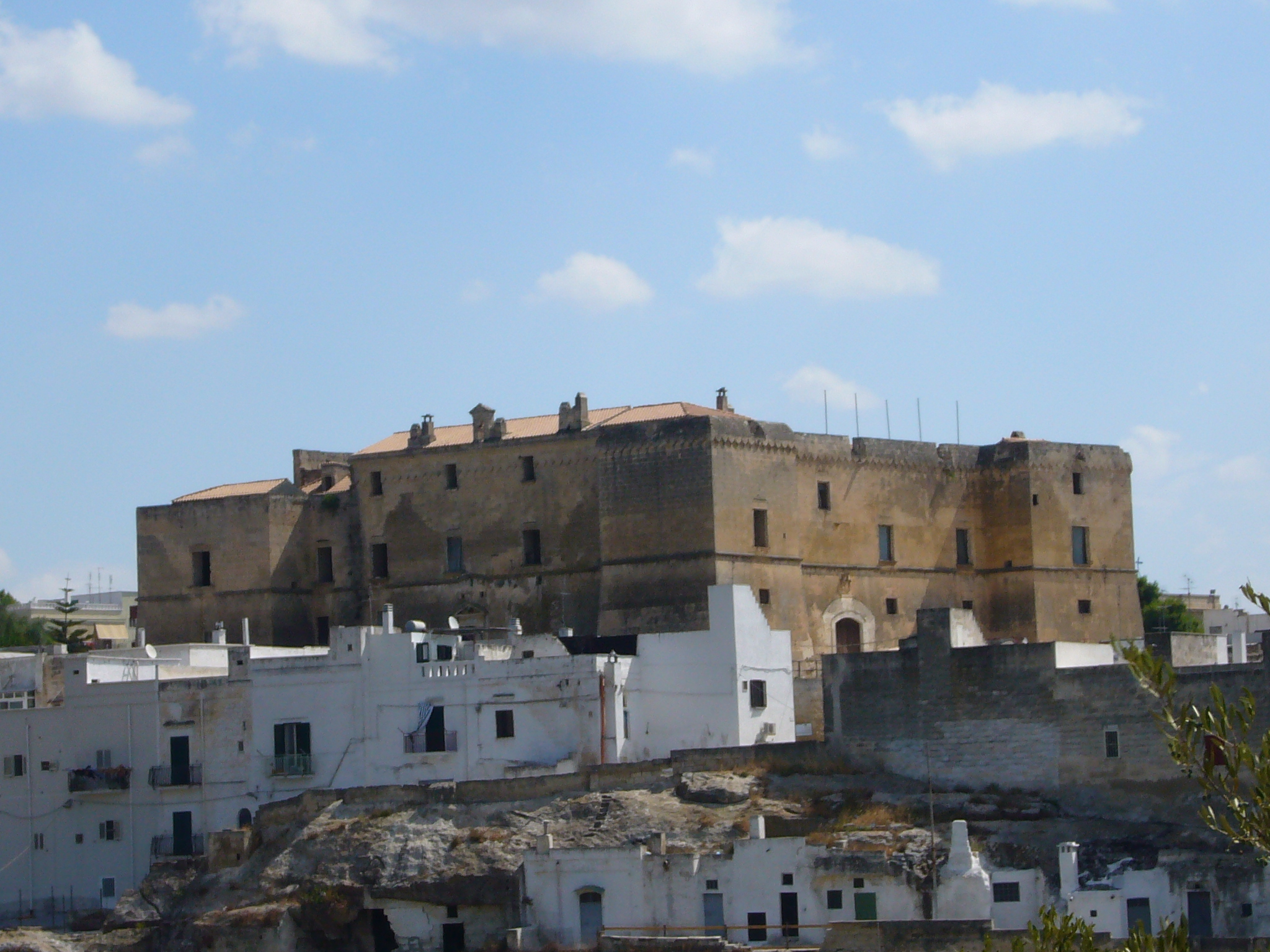
Castello Caracciolo in Palagianello
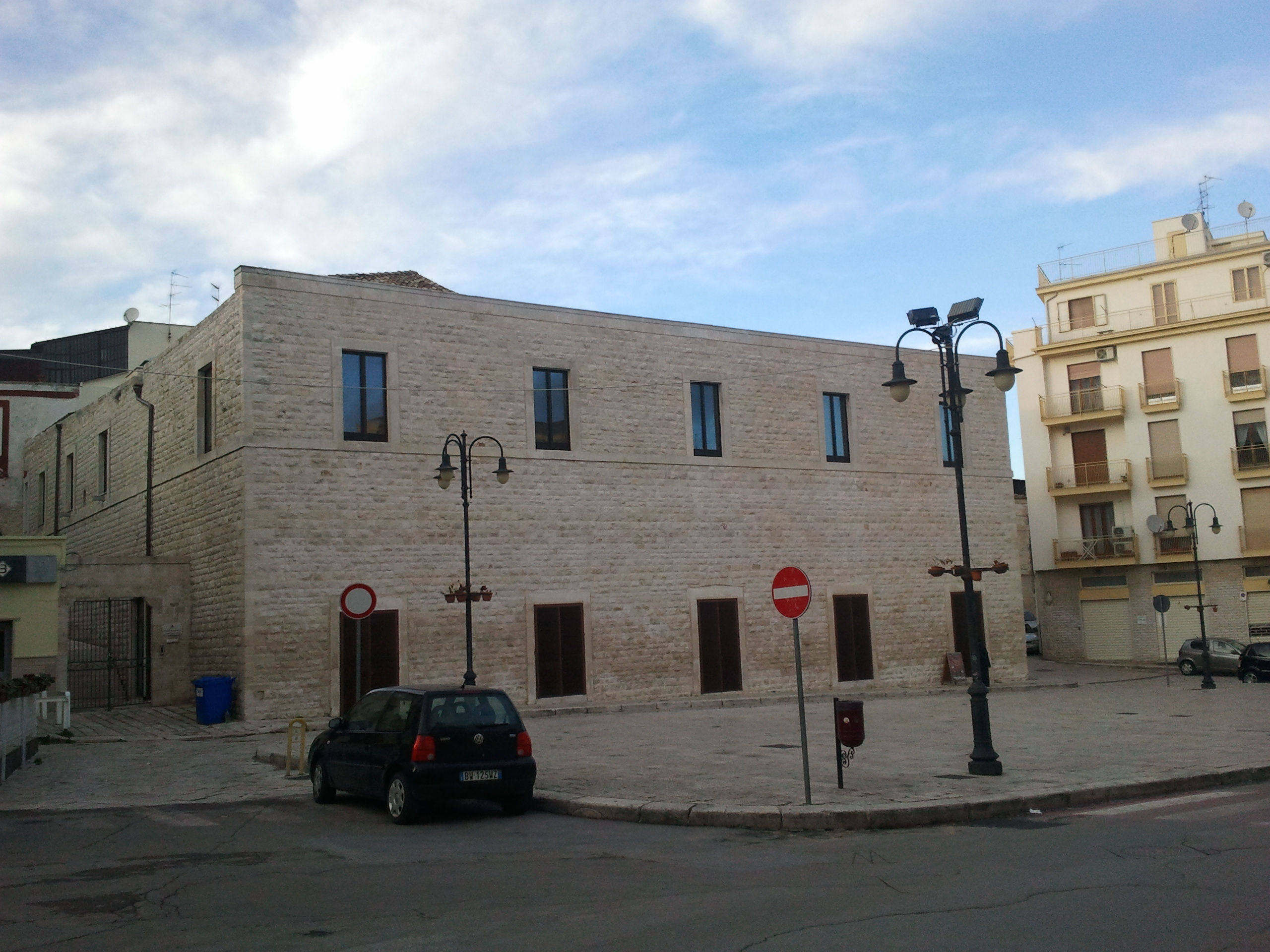
Palazzo Marchesale in Santeramo in Colle
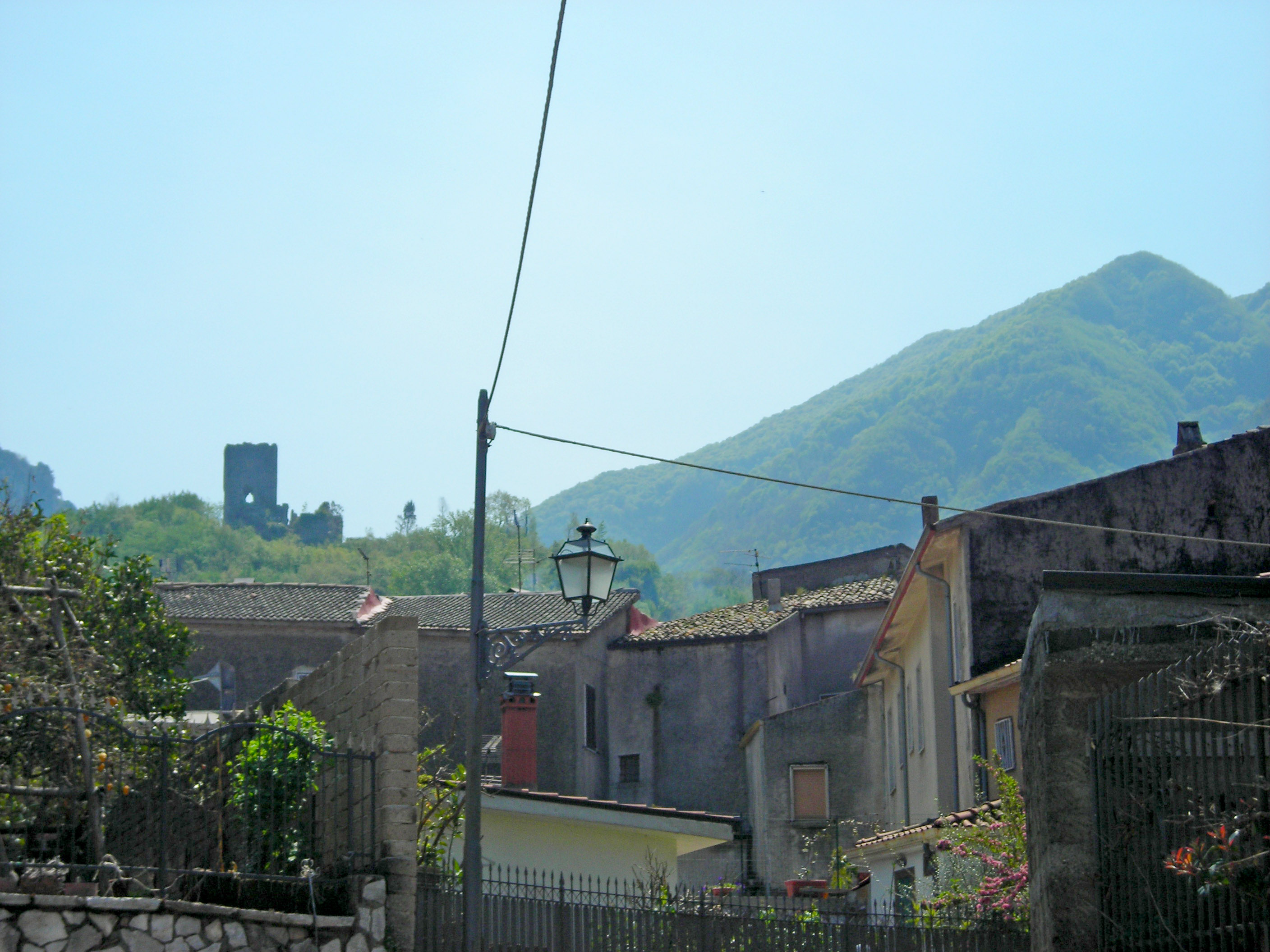
Castello Cervinara
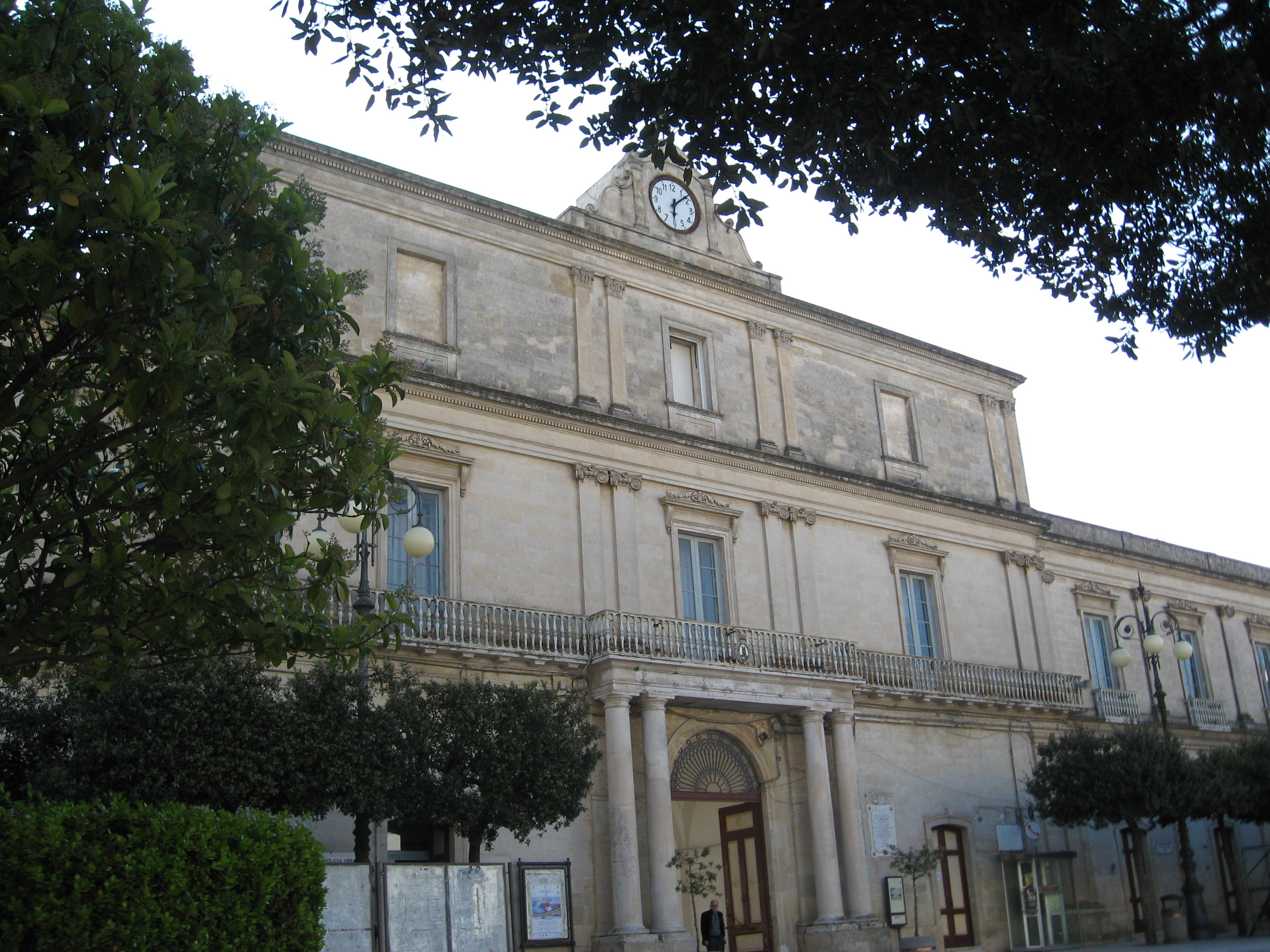
Palazzo Ducale in Mottola